# Grjasew-Schipunow GSch-30-2

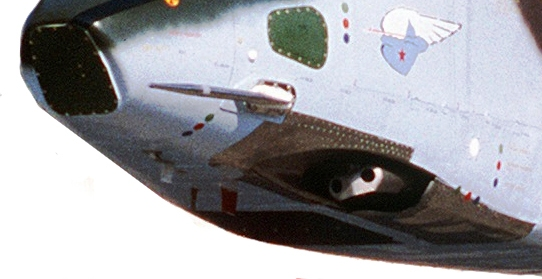
GSch-30-2 im Kampfflugzeug Suchoi Su-25

Die Grjasew-Schipunow GSch-30-2 (russisch Грязев-Шипунов ГШ-30-2) oder kurz GSch-2-30 ist eine zweiläufige Maschinenkanone, die in russischen Kampfflugzeugen verwendet wird.
Die Kanone arbeitet nach dem 1916 entwickelten „Gast-Prinzip“ (benannt nach dem deutschen Konstrukteur Karl Gast). Hierbei laden sich die abwechselnd feuernden Läufe/Rohre gegenseitig. Gegenüber einläufigen/einrohrigen Waffen ermöglicht dies eine höhere Kadenz.
Die GSch-30-2 stammt nicht von der Grjasew-Schipunow GSch-301 ab. Sie ist im Gegensatz zur GSch-301 ein Gasdrucklader, von der Bauart ähnlich der Grjasew-Schipunow GSch-23L. 
Verwendet wird die GSch-30-2 im Kampfflugzeug Suchoi Su-25 und im Kampfhubschrauber Mi-24–Mi-24P (in der GSch-2-30K-Variante).
Eine Weiterentwicklung ist die 30-mm-Kanone 2A38.

## Technische Daten (GSch-2-30K)
- Typ: zweiläufige Maschinenkanone
- Kaliber: 30 × 165 mm
- Gewicht (komplett): 126 kg
- Patronengewicht: 400 g